# ONIX
ONIX steht für ONline Information eXchange und ist ein Datenformat zum Austausch von bibliografischen und Produkt-Daten über die gesamte Verwertungskette im Buchhandel.
Der ONIX-Standard wird von einer internationalen Gruppe (EDItEUR) herausgegeben und basiert auf XML. Mit seiner Hilfe können Informationen zu Büchern und anderen Publikationen als Metadaten zwischen Verlagen, Buchhändlern, Bibliotheken, Barsortimenten, Aggregatoren und anderen Akteuren ausgetauscht oder automatisiert weiterverarbeitet werden. Initiiert wurde das sehr differenzierte Austauschformat vom englischen und amerikanischen Buchmarkt. Seit Anfang der 2000er Jahre wird ONIX im deutschsprachigen Raum angewandt.

## Datenformat
Der mit Hilfe einer Dokumenttypdefinition (DTD) festgelegte ONIX-Standard enthält eine Vielzahl von Datenfeldern wie beispielsweise Produktform, Titel, Autor(en) und Preis, von denen einige Pflichtfelder und andere optional sind (z. B. Bilder oder beschreibende Texte). Die Informationen zu einem oder mehreren Produkten werden jeweils in einer so genannten Nachricht zusammengefasst, die einen vollständigen Datensatz ergibt. Dabei werden nicht alle Daten direkt in der Nachricht übermittelt, z. B. wird multimedialer Content als Mediafile-Link integriert. Aktualisierungen zu Preis/Lieferbarkeit können in einem Teil-Datensatz übermittelt werden.

## Best Practice
Eine Arbeitsgruppe aus VLB, den Barsortimenten KNV, Libri und Umbreit und der Deutschen Nationalbibliothek fördert den Einsatz des Standards durch die Veröffentlichung von Best Practices und hat je einen Leitfaden für Buch-Standardmeldungen und für E-Book-Standardmeldung entwickelt.

## Nutzung
Im deutschsprachigen Raum wurde mit der Version ONIX 2.1 eine gute Verbreitung erreicht. Größere Verlagshäuser generieren das Datenformat selbst. Zahlreiche Dienstleister unterstützen die Erstellung. Kleinere Verlage können sich des Angebots des VLB bedienen, um ihre dort erfassten Mediendaten in das ONIX-Format zu konvertieren und sie an Barsortimente und andere Aggregatoren zu übermitteln.
Version ONIX 3.0 (2009) ist die erste ONIX-Version seit 2001, die nicht rückwärts kompatibel ist. Getrieben wurde die neue Version durch die unzureichende Darstellungsmöglichkeiten digitaler Produkte in 2.1. Zahlreiche nicht mehr gebräuchliche Datenfelder (deprecated) werden abgeschafft. Der Grundsatz des vollständigen Datensatzes ist aufgehoben. Verschiedene Teil-Datensätze sind möglich. Die Verarbeitung wird deutlich komplexer.
Der große Vorteil der Version 3.0 liegt in der verbesserten Abbildung digitaler Produkte wie E-Books. Im deutschsprachigen Raum findet ONIX 3.0 noch keine sehr große Verbreitung. Seit der Frankfurter Buchmesse 2016 wird ONIX 3.0 vom VLB wie auch von den Barsortimenten angenommen.